# Rudolf Kraj
Rudolf Kraj (ur. 5 grudnia 1977 w Mielniku) – czeski bokser, srebrny medalista igrzysk olimpijskich w Sydney, a także brązowy medalista Mistrzostw Świata 2003.

## Kariera amatorska
W 2000 roku zdobył srebrny medal na igrzyskach olimpijskich w Sydney. W finale przegrał z Aleksandrem Lebziakiem.
W 2003 roku zdobył brązowy medal w wadze półciężkiej, podczas mistrzostw świata. W półfinale uległ złotemu medaliście tych mistrzostw, Jewgienijowi Makarence

## Kariera zawodowa
Jako zawodowiec zadebiutował 26 marca 2005 roku, nokautując w 1 rundzie Tomasa Mrazka. Do końca 2007 roku pokonał jeszcze 12 rywali, zdobywając tytuł WBC International, który 4 razy obronił.
8 marca 2008 roku zmierzył się z Mattem Godfreyem, a stawką był eliminator WBC w kategorii junior ciężkiej. Kraj zwyciężył jednogłośnie na punkty, zostając pretendentem do mistrzowskiego pasa.
24 października 2008 roku w walce o wakujący tytuł, jego rywalem był Włoch Giacobbe Fragomeni. Fragomeni zwyciężył techniczną decyzją, po podliczeniu kart sędziowskich (3x 77-74 dla Włocha). Kraj po tym pojedynku zakończył karierę.